# Seznam občin italijanske dežele Kalabrija
V seznamu so naštete občine vseh petih pokrajin italijanske dežele Kalabrija v izvirni italijanski obliki

## Pokrajina Catanzaro
A
Albi - Amaroni - Amato - Andali - Argusto
B
Badolato - Belcastro - Borgia - Botricello
C
Caraffa di Catanzaro - Cardinale - Carlopoli - Catanzaro - Cenadi - Centrache - Cerva - Chiaravalle Centrale - Cicala - Conflenti - Cortale - Cropani - Curinga
D
Davoli - Decollatura
F
Falerna - Feroleto Antico - Fossato Serralta
G
Gagliato - Gasperina - Gimigliano - Girifalco - Gizzeria - Guardavalle
I
Isca sullo Ionio
J
Jacurso
L
Lamezia Terme
M
Magisano - Maida - Marcedusa - Marcellinara - Martirano - Martirano Lombardo - Miglierina - Montauro - Montepaone - Motta Santa Lucia
N
Nocera Terinese
O
Olivadi
P
Palermiti - Pentone - Petrizzi - Petronà - Pianopoli - Platania
S
San Floro - San Mango d'Aquino - San Pietro Apostolo - San Pietro a Maida - San Sostene - San Vito sullo Ionio - Sant'Andrea Apostolo dello Ionio - Santa Caterina dello Ionio - Satriano - Sellia - Sellia Marina - Serrastretta - Sersale - Settingiano - Simeri Crichi - Sorbo San Basile - Soverato - Soveria Mannelli - Soveria Simeri - Squillace - Stalettì
T
Taverna - Tiriolo - Torre di Ruggiero
V
Vallefiorita
Z
Zagarise

## Pokrajina Cosenza
A
Acquaformosa - Acquappesa - Acri - Aiello Calabro - Aieta - Albidona - Alessandria del Carretto - Altilia - Altomonte - Amantea - Amendolara - Aprigliano
B
Belmonte Calabro - Belsito - Belvedere Marittimo - Bianchi - Bisignano - Bocchigliero - Bonifati - Buonvicino
C
Calopezzati - Caloveto - Campana - Canna - Cariati - Carolei - Carpanzano - Casole Bruzio - Cassano allo Ionio - Castiglione Cosentino - Castrolibero - Castroregio - Castrovillari - Celico - Cellara - Cerchiara di Calabria - Cerisano - Cervicati - Cerzeto - Cetraro - Civita - Cleto - Colosimi - Corigliano Calabro - Cosenza - Cropalati - Crosia
D
Diamante - Dipignano - Domanico
F
Fagnano Castello - Falconara Albanese - Figline Vegliaturo - Firmo - Fiumefreddo Bruzio - Francavilla Marittima - Frascineto - Fuscaldo
G
Grimaldi - Grisolia - Guardia Piemontese
L
Lago - Laino Borgo - Laino Castello - Lappano - Lattarico - Longobardi - Longobucco - Lungro - Luzzi
M
Maierà - Malito - Malvito - Mandatoriccio - Mangone - Marano Marchesato - Marano Principato - Marzi - Mendicino - Mongrassano - Montalto Uffugo - Montegiordano - Morano Calabro - Mormanno - Mottafollone
N
Nocara
O
Oriolo - Orsomarso
P
Paludi - Panettieri - Paola - Papasidero - Parenti - Paterno Calabro - Pedace - Pedivigliano - Piane Crati - Pietrafitta - Pietrapaola - Plataci - Praia a Mare
R
Rende - Rocca Imperiale - Roggiano Gravina - Rogliano - Rose - Roseto Capo Spulico - Rossano - Rota Greca - Rovito
S
San Basile - San Benedetto Ullano - San Cosmo Albanese - San Demetrio Corone - San Donato di Ninea - San Fili - San Giorgio Albanese - San Giovanni in Fiore - San Lorenzo Bellizzi - San Lorenzo del Vallo - San Lucido - San Marco Argentano - San Martino di Finita - San Nicola Arcella - San Pietro in Amantea - San Pietro in Guarano - San Sosti - San Vincenzo La Costa - Sangineto - Sant'Agata di Esaro - Santa Caterina Albanese - Santa Domenica Talao - Santa Maria del Cedro - Santa Sofia d'Epiro - Santo Stefano di Rogliano - Saracena - Scala Coeli - Scalea - Scigliano - Serra Pedace - Serra d'Aiello - Spezzano Albanese - Spezzano Piccolo - Spezzano della Sila
T
Tarsia - Terranova da Sibari - Terravecchia - Torano Castello - Tortora - Trebisacce - Trenta
V
Vaccarizzo Albanese - Verbicaro - Villapiana
Z
Zumpano

## Pokrajina Crotone
B
Belvedere di Spinello
C
Caccuri - Carfizzi - Casabona - Castelsilano - Cerenzia - Cirò - Cirò Marina - Cotronei - Crotone - Crucoli - Cutro
I
Isola di Capo Rizzuto
M
Melissa - Mesoraca
P
Pallagorio - Petilia Policastro
R
Rocca di Neto - Roccabernarda
S
San Mauro Marchesato - San Nicola dell'Alto - Santa Severina - Savelli - Scandale - Strongoli
U
Umbriatico
V
Verzino

## Pokrajina Reggio Calabria
A
Africo - Agnana Calabra - Anoia - Antonimina - Ardore
B
Bagaladi - Bagnara Calabra - Benestare - Bianco - Bivongi - Bova - Bova Marina - Bovalino - Brancaleone - Bruzzano Zeffirio
C
Calanna - Camini - Campo Calabro - Candidoni - Canolo - Caraffa del Bianco - Cardeto - Careri - Casignana - Caulonia - Ciminà - Cinquefrondi - Cittanova - Condofuri - Cosoleto
D
Delianuova
F
Feroleto della Chiesa - Ferruzzano - Fiumara
G
Galatro - Gerace - Giffone - Gioia Tauro - Gioiosa Ionica - Grotteria
L
Laganadi - Laureana di Borrello - Locri
M
Mammola - Marina di Gioiosa Ionica - Maropati - Martone - Melicucco - Melicuccà - Melito di Porto Salvo - Molochio - Monasterace - Montebello Ionico - Motta San Giovanni
O
Oppido Mamertina
P
Palizzi - Palmi - Pazzano - Placanica - Platì - Polistena - Portigliola
R
Reggio di Calabria - Riace - Rizziconi - Roccaforte del Greco - Roccella Ionica - Roghudi - Rosarno
S
Samo - San Ferdinando - San Giorgio Morgeto - San Giovanni di Gerace - San Lorenzo - San Luca - San Pietro di Caridà - San Procopio - San Roberto - Sant'Agata del Bianco - Sant'Alessio in Aspromonte - Sant'Eufemia d'Aspromonte - Sant'Ilario dello Ionio - Santa Cristina d'Aspromonte - Santo Stefano in Aspromonte - Scido - Scilla - Seminara - Serrata - Siderno - Sinopoli - Staiti - Stignano - Stilo
T
Taurianova - Terranova Sappo Minulio
V
Varapodio - Villa San Giovanni

## Pokrajina Vibo Valentia
A
Acquaro - Arena
B
Briatico - Brognaturo
C
Capistrano - Cessaniti
D
Dasà - Dinami - Drapia
F
Fabrizia - Filadelfia - Filandari - Filogaso - Francavilla Angitola - Francica
G
Gerocarne
J
Jonadi - Joppolo
L
Limbadi
M
Maierato - Mileto - Mongiana - Monterosso Calabro
N
Nardodipace - Nicotera
P
Parghelia - Pizzo - Pizzoni - Polia
R
Ricadi - Rombiolo
S
San Calogero - San Costantino Calabro - San Gregorio d'Ippona - San Nicola da Crissa - Sant'Onofrio - Serra San Bruno - Simbario - Sorianello - Soriano Calabro - Spadola - Spilinga - Stefanaconi
T
Tropea
V
Vallelonga - Vazzano - Vibo Valentia
Z
Zaccanopoli - Zambrone - Zungri